# Bioethanol
Als Bioethanol (auch z. B. Agro-Ethanol oder Bio-Alkohol) bezeichnet man Ethanol, das ausschließlich aus Biomasse oder den biologisch abbaubaren Anteilen von Abfällen hergestellt wurde und für die Verwendung als Biokraftstoff bestimmt ist. In der Praxis wird Bioethanol fast ausschließlich aus zuckerhaltigen Pflanzen (Zuckerrohr und Zuckerrüben), Mais, Palmöl, Sojaöl, Rapsöl, anderen angebauten Pflanzen wie Weizen und Triticale, Altspeiseölen und tierischen Fetten (Schlachtabfällen) hergestellt. Wird das Ethanol aus pflanzlichen Abfällen, Holz, Stroh oder ganzen Pflanzen hergestellt, bezeichnet man es auch als Cellulose-Ethanol, wobei die großtechnische Herstellung von Cellulose-Ethanol bisher trotz intensiver staatlicher Förderung aufgrund hoher Produktionskosten nicht wettbewerbsfähig gegenüber herkömmlichem Bioethanol und fossilen Brennstoffen ist. Ethanol kann als Kraftstoffbeimischung in Mineralölderivaten für Ottomotoren (Ethanol-Kraftstoff), als reines Ethanol (E100) oder zusammen mit anderen Alkoholen (z. B. Methanol) als Biokraftstoff verwendet werden.
Nach dem Ölschock der 1970er Jahre waren Biokraftstoffe als Alternative zu fossilen Energieträgern wiederentdeckt worden. Die reinere Verbrennung und der nachwachsende Rohstoff machten Bioethanol vorerst zu einem umweltfreundlichen Produkt, das nebenbei half, die Agrarüberschüsse aus EU und USA zu verwerten. Seit erneuerbare Energieträger im Zusammenhang mit dem Kyoto-Protokoll als Mittel zur Eindämmung des CO2-Ausstoßes politisch im großen Maßstab forciert wurden, geriet Bioethanol zunehmend unter Kritik. Die kontroverse Diskussion der ökologischen und ökonomischen Aspekte der Bioethanolherstellung führte in der EU zur Reglementierung der Produktionsbedingungen.

## Einsatz
Ethanol-Kraftstoffe werden als Energieträger in Verbrennungsmotoren und Brennstoffzellen verwendet. Insbesondere der Einsatz als Benzin-Ersatz bzw. -Zusatz in Kraftfahrzeugen und neuerdings auch Flugzeugmotoren hat in den letzten Jahren an Bedeutung gewonnen.
Das Benzin-Alkohol-Gemisch wird in den Vereinigten Staaten als Gasohol und in Brasilien als Gasolina Tipo C bezeichnet. In den Vereinigten Staaten sind die Mischungen E10 und E85, die jeweils 10 % beziehungsweise 85 % Ethanol enthalten, verbreitet. In Brasilien wird an allen Tankstellen neben reinem Ethanol nur Benzin mit einem Ethanolanteil von 20 bis 25 % angeboten. Die Regierung ändert diesen Anteil entsprechend der Marktlage (Erntezeit) zur Preisregulierung zuweilen.
Neben der üblichen Verwendung von Ethanol als Ottokraftstoff-Zusatz gibt es auch erste Anwendungen mit Ethanol in Dieselkraftstoff in Form von Emulsionskraftstoffen. Außerdem wird aus Bioethanol das Benzin-Additiv ETBE hergestellt.

### Mischungen von Ethanol-Kraftstoff
Gängige Mischungen werden mit E2, E5, E10, E15, E25, E50, E85 und E100 bezeichnet. Die dem „E“ angefügte Zahl gibt an, wie viel Volumenprozent Ethanol dem Benzin beigemischt wurden. E85 besteht zu 85 % aus wasserfreiem Bioethanol und zu 15 % aus herkömmlichem Benzin. Bedingt durch die höhere Klopffestigkeit kann die Motorleistung mit E85 gegenüber herkömmlichem Benzin zum Teil deutlich gesteigert werden. Im Sommer 2002 erließ das Bundesministerium der Finanzen ein Gesetz zur Steuerbefreiung u. a. von Ethanol als Biokraftstoff zur Beimischung zu fossilen Kraftstoffen (ermächtigt durch EG Richtlinie 92/81/EWG Art. 8, Abs. 4).
Nach der Europäischen Norm EN 228 ist eine Beimischung von Bioethanol zu herkömmlichen Benzin von bis zu 5 % zulässig (E5). Normale Benzinmotoren können ohne Modifikation mit E5 betrieben werden. Seit dem 1. Januar 2011 wurde E10, also Benzin mit einer Beimischung von bis zu 10 % Bioethanol, an deutschen Tankstellen zusätzlich zu E5 eingeführt. E10 vertragen nur Fahrzeuge, die dafür ausgelegt sind. Für diese Fahrzeuge ist E10 ohne jede Einschränkungen verträglich. Etwa 90 Prozent aller benzinbetriebenen PKW in Deutschland können E10 tanken, für die übrigen 10 % wird E5 – abgesehen von sehr kleinen Tankstellen – zeitlich unbefristet weiterhin angeboten. Neufahrzeuge sind in der Regel E10-tauglich. Die E10-Verträglichkeit eines Fahrzeuges kann beim Fahrzeughersteller erfragt werden. Bis März 2011 war die Akzeptanz in Deutschland gering. Dies änderte sich bis 2018 nicht.
In den Vereinigten Staaten wird größtenteils E10 eingesetzt. Viele Fahrzeuge mit Ottomotor und voll geregeltem Kraftstoffsystem verkraften auch E25. Hierbei wird die großzügig dimensionierte Einspritzmengen-Korrekturregelung via Lambdasonde genutzt. In Brasilien werden 25 % Ethanol in das Normalbenzin gemischt. Mehr als 80 % aller dort verkauften PKW können wahlweise auch mit E100 oder einer beliebigen Mischung beider Sorten fahren. Motoren, die nur mit reinem Alkohol betrieben werden können, werden dort in der Automobilindustrie seit 1979 und seit 2005 für Kleinflugzeuge verkauft; die Flexible Fuel Vehicles werden seit 2003 angeboten.
Am 2. Dezember 2005 eröffnete in Bad Homburg die erste öffentliche deutsche Bioethanol-Tankstelle für E85. Konventionelle Benzinfahrzeuge haben bei der Verwendung von E85 einen bis zu 30-prozentigen Mehrverbrauch. Dieser ist vor allem dadurch bedingt, dass E85 einen geringeren Heizwert als Eurosuper hat: Ein Liter E85 hat einen Heizwert von etwa 22,7 MJ/L (Superbenzin rund 32,5 MJ/L), woraus ein theoretischer Mehrverbrauch von ungefähr 43 % resultiert. In der Praxis kann der Mehrverbrauch deutlich geringer ausfallen, je nach Motor und Fahrprofil. Ein nicht speziell modifizierter Ottomotor erreicht durch den Einsatz von Ethanol keine Steigerung des Wirkungsgrades. Leistungssteigerungen oder eine Reduktion des Mehrverbrauchs durch höhere Verdichtungen werden durch die höhere Klopffestigkeit des Ethanols ermöglicht. E85 war Anfang 2010 an etwa 270 deutschen Tankstellen erhältlich, wurde jedoch zum 1. Januar 2016 aus dem Programm genommen.

### Modifikation der Verbrennungsmotoren
Je höher der Anteil von Ethanol in einer Benzin-Ethanol-Mischung ist, umso weniger ist er für unmodifizierte benzinbetriebene Motoren geeignet. Reines Ethanol reagiert mit oder löst Gummi sowie Kunststoffe (z. B. PVC) und darf daher nicht in unveränderten Fahrzeugen verwendet werden. Außerdem hat reines Ethanol eine höhere Oktanzahl als übliches Benzin, was eine Änderung des Zündzeitpunkts ermöglicht. Wegen des geringeren Heizwertes muss der Durchsatz der Einspritzdüsen angepasst werden. Reine Ethanolmotoren benötigen auch ein Kaltstart-System, um bei Temperaturen unterhalb von 13 °C eine vollständige Verdampfung des Kraftstoffs in der Kaltlaufphase sicherzustellen. Bei 10 bis 30 % Ethanol-Anteil im Benzin sind gewöhnlich kaum Umbaumaßnahmen notwendig. Nicht alle großen Autohersteller garantieren eine störungsfreie Funktion des Motors bis zu einem Anteil von 10 % Ethanol, weil zum Beispiel unbeschichtete Aluminiumkomponenten angegriffen werden können. Seit 1999 werden eine zunehmende Anzahl von Fahrzeugen in der Welt mit Motoren ausgerüstet, die mit jedem möglichen Gemisch aus Benzin und Ethanol von 0 % Ethanol bis zu 100 % Ethanol ohne Änderung betrieben werden können. Diese Motoren werden mittlerweile von nahezu allen Herstellern verwendet.

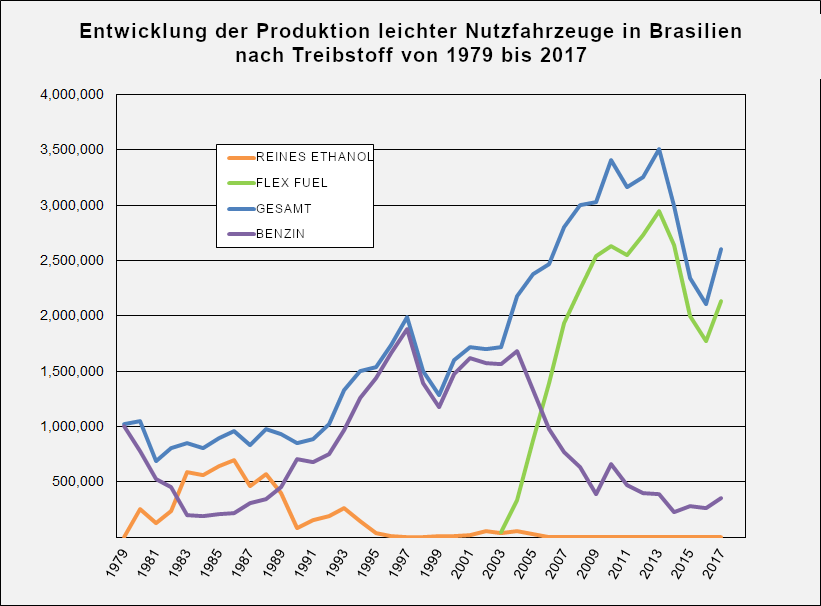
Ethanol- und FFV-Fahrzeuge in Brasilien

In Europa ist Schweden bei der Beimischung von Ethanol Vorreiter. Ford verkaufte in Schweden bereits 50.000 Flexible Fuel Vehicle (FFV) (Stand: April 2019). In Brasilien wurden 2017 über zwei Millionen FFV produziert. Diese Fahrzeuge sind speziell für den Betrieb mit E85 konzipiert, das in Brasilien flächendeckend verfügbar ist. Die FFV verbrauchen bei Betrieb mit E85 rund 35 Vol.-% mehr Kraftstoff gegenüber dem Standardbenzinmodell bei Leistungssteigerungen bis etwa 20 % (Herstellerangaben). FFV können mit jeglicher Ethanol-Benzin-Mischung von 0 bis 85 % Ethanol betrieben werden. Bedingt durch die vom Benzin abweichenden (Verbrennungs-)Eigenschaften des Ethanols werden diese Motoren jedoch mit veränderten Werkstoffen hergestellt. In Deutschland werden keine FFV-Fahrzeuge mehr angeboten. Ein spezieller Sensor stellt im Betrieb fortlaufend das Mischungsverhältnis fest und regelt den Verbrennungsvorgang.

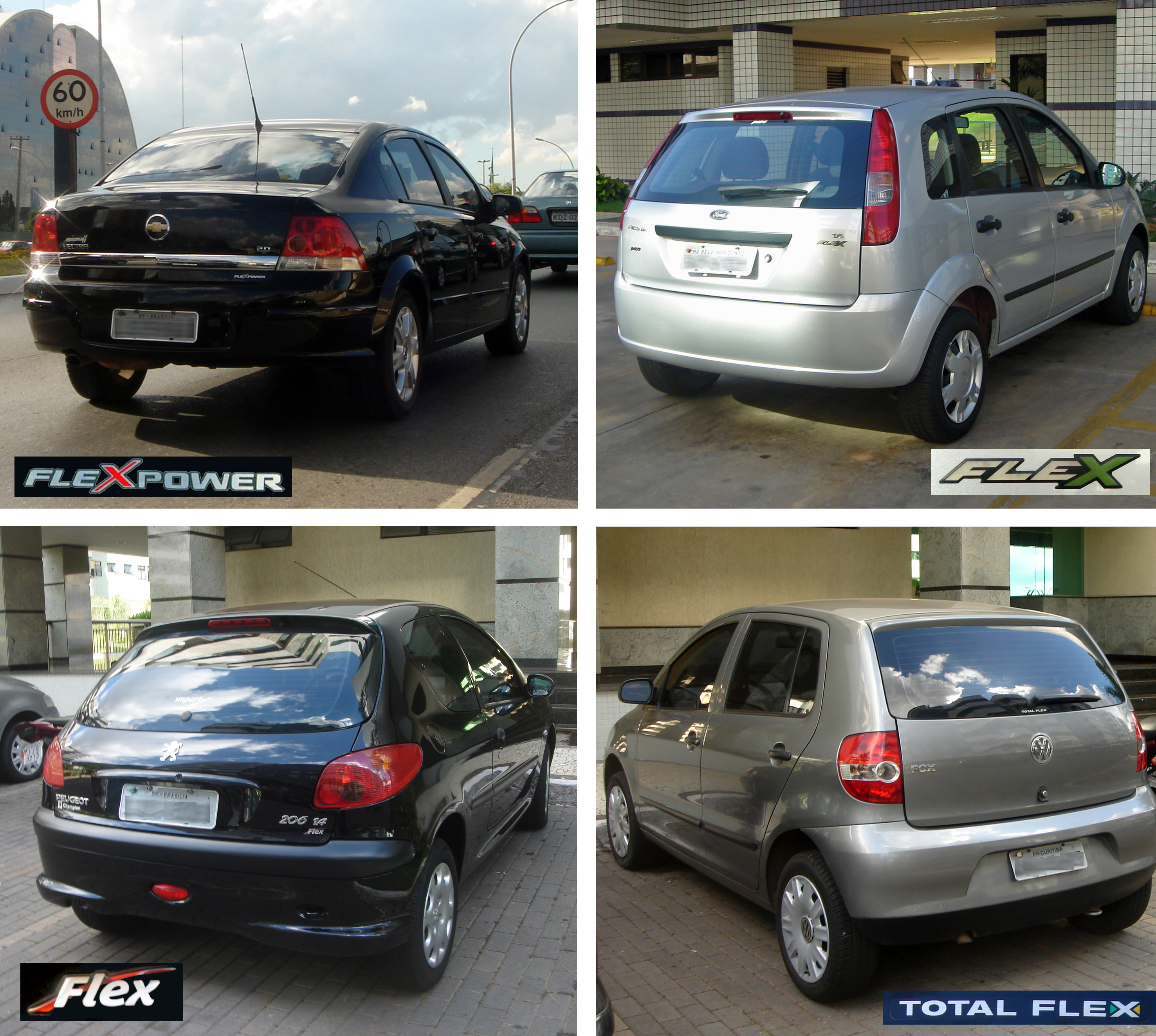
Vier typische brasilianische full-flex-fuel Modelle von verschiedenen Herstellern, umgangssprachlich als Flex-Auto bekannt. Diese Fahrzeuge laufen in beliebigem Gemisch mit Ethanol und Benzin.

In Brasilien bieten beinahe alle Hersteller ethanol-taugliche Fahrzeuge an. Sie haben bei Volkswagen den Zusatz Totalflex oder bei Chevrolet (Opel/GM) Flexpower und haben teilweise sehr ökonomische Motoren (1.0 City Totalflex oder 1.0 VHC Flexpower).

### Additiv ETBE
(Bio-)Ethanol ist Rohstoff für die Herstellung des Benzinadditivs Ethyl-tert-butylether (ETBE). Das Benzin-Additiv ETBE erhöht u. a. die Oktanzahl und die Klopffestigkeit von Benzin. Es wird dem Benzin durch deutsche Mineralölunternehmen bis zu einem Anteil von 15 % beigemischt.
2005 machte der deutsche Automobilentwickler und -hersteller AtTrack erstmals Versuche mit einer Piloteinspritzung, die gezielt an Stellen im Fahrprofil, an denen erhöhte Klopffestigkeit erforderlich ist, Bioethanol beimengt. Ziel war es, bei gleicher positiver Wirkung auf Motor und Verbrennung mit weniger Einsatz von Bioethanol als bei der Nutzung als Additiv auszukommen. AtTrack setzte 2006 erstmals einen Subaru WRX STI beim 24-Stunden-Rennen auf dem Nürburgring mit einem Bioethanol-Kraftstoffgemisch ein.

### Brennstoffzellen

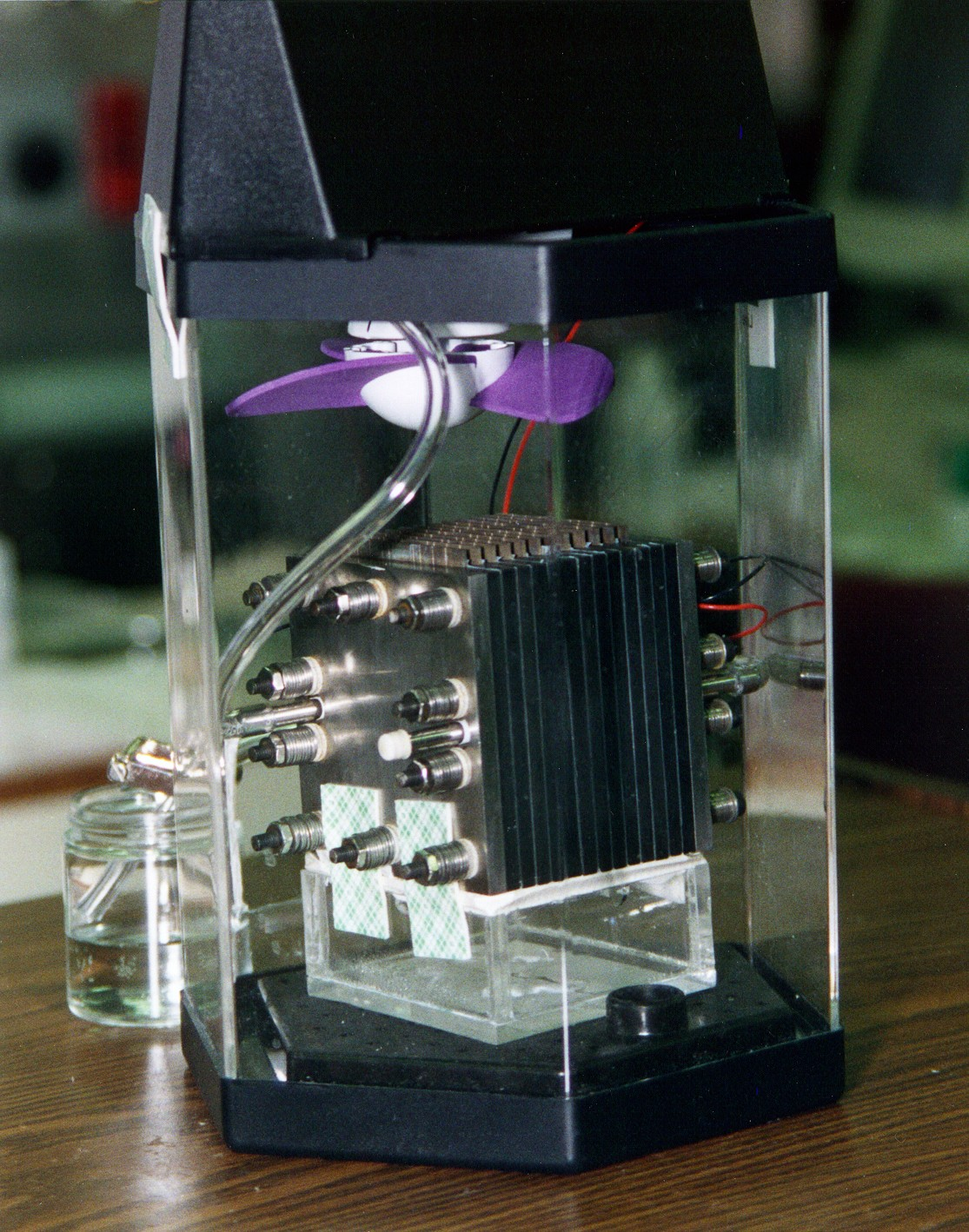
Mit Alkohol betriebene Brennstoffzelle

Wasserstoff wird ebenfalls als ein alternativer Treibstoff für Verbrennungsmotoren und Brennstoffzellen betrachtet. Wasserstoff ist jedoch schwer zu transportieren und zu speichern. Eine mögliche Lösung besteht darin, Ethanol für den Transport zu benutzen, dann katalytisch in Wasserstoff und Kohlendioxid zu trennen und den Wasserstoff in eine Brennstoffzelle zu übertragen. Alternativ dazu können einige Brennstoffzellen direkt mit Ethanol oder Methanol betrieben werden.
Anfang des Jahres 2004 zeigten Forscher der University of Minnesota einen einfachen Ethanol-Reaktor, der Ethanol in Wasserstoff mit Hilfe von Katalysatoren umwandelt. Das Gerät benutzt einen Rhodium-Cer-Katalysator für die erste Reaktion, die bei einer Temperatur von etwa 700 °C stattfindet. In dieser Reaktion werden Ethanol, Wasserdampf und Sauerstoff vermischt und große Mengen Wasserstoff produziert. Dabei entsteht jedoch auch giftiges Kohlenmonoxid, das für die meisten Brennstoffzellen störend ist und durch einen weiteren Katalysator zu Kohlendioxid oxidiert werden muss.

## Geschichte
Nikolaus August Otto verwendete 1860 Äthylalkohol (Ethanol) als Kraftstoff in den Prototypen seines Verbrennungsmotors. Der Automobilhersteller Henry Ford konzipierte sein ab 1908 gebautes T-Modell, mit dem er die Serienproduktion von Autos revolutionierte, auf der Grundlage, dass Agraralkohol (Bioethanol) der eigentliche Kraftstoff für dieses „Volks-Auto“ sei. Ford glaubte, dass Ethanol der Treibstoff der Zukunft sei, der zugleich der Landwirtschaft neue Wachstumsimpulse bringen würde: „The fuel of the future is going to come from fruit like that sumach out by the road, or from apples, weeds, sawdust – almost anything.“
Aufgrund der Versorgungslage bei Benzin gab es in Deutschland mit der 1925 gegründeten Reichskraftsprit (RKS) einen Hersteller von Spiritus (Kartoffelschnaps) zur Verwendung als Ottokraftstoff. Allerdings diente der Einsatz weniger als Mittel zur Erhöhung der Klopffestigkeit, sondern vielmehr zur Unterstützung der anbauenden Landwirtschaft. Die RKS vertrieb ihr Benzin-Gemisch mit einem etwa 25-prozentigen Anteil Spiritus unter dem Markennamen Monopolin. 1930 trat in Deutschland die Bezugsverordnung von Spiritus zu Treibstoffzwecken für alle Treibstofffirmen in Kraft. Jeweils 2,5 Gewichtsprozente der produzierten oder eingeführten Treibstoffmenge waren von der Reichsmonopolverwaltung zu beziehen und dem Benzin beizumischen. Diese Quote erhöhte sich bis Oktober 1932 schrittweise auf 10 %.
In den folgenden Jahrzehnten wurde Erdöl zur vorrangigen Energiequelle. Erst mit den Ölkrisen der 1970er-Jahre fand Ethanol als Kraftstoff neues Interesse. Ausgehend von Brasilien und den Vereinigten Staaten wurde die Nutzung von Ethanol aus Zuckerrohr und Getreide als Treibstoff für Autos ebenso wie andere alternative Kraftstoffe auf der Basis Nachwachsender Rohstoffe zunehmend durch Regierungsprogramme unterstützt. Eine globale Ausweitung dieser Bestrebungen entstand infolge des Kyoto-Protokolls.

## Herstellung

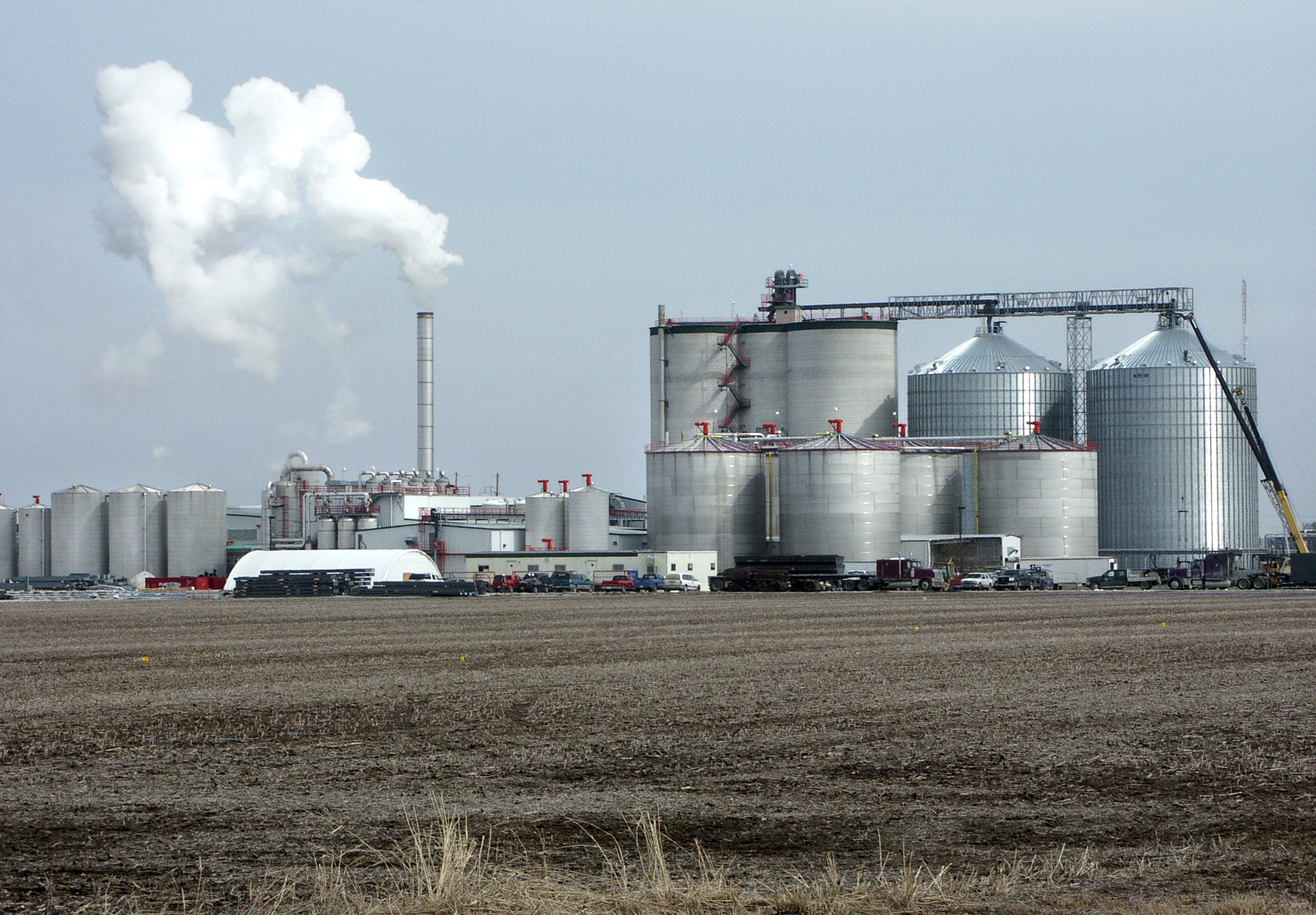
Bioethanolanlage in Burlington, Iowa

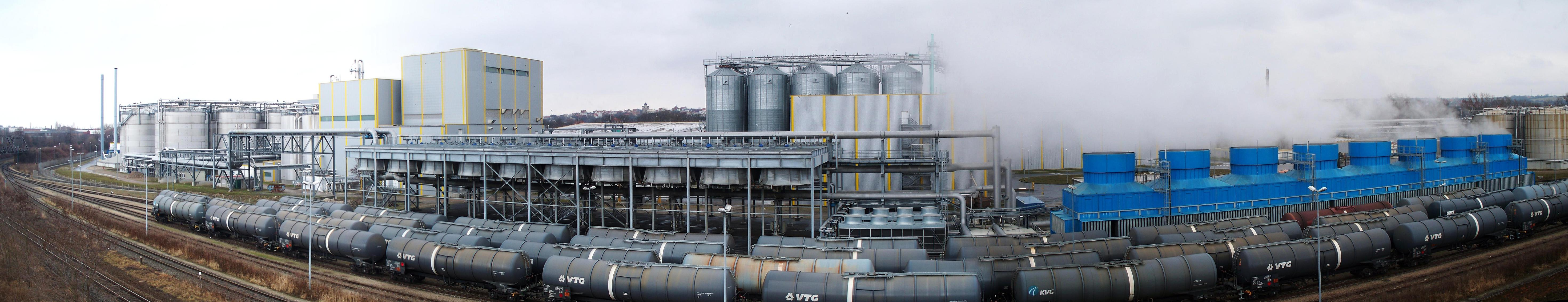
Bioethanolanlage in Zeitz, Sachsen-Anhalt

Wie herkömmlicher Alkohol wird Bioethanol durch Fermentation (alkoholische Gärung) aus Zucker (Glucose) mit Hilfe von Mikroorganismen gewonnen und anschließend durch thermische Trennverfahren aufgereinigt. Für den Einsatz als Treibstoffzusatz wird Bioethanol zusätzlich bis zu einer Reinheit von mehr als 99 % getrocknet.

### Rohstoffe

#### Stärke, Zucker
Als herkömmliche Rohstoffe kommen meist die lokal verfügbaren Pflanzen mit hohen Gehalten an Zucker oder Stärke zum Einsatz: in Lateinamerika Zuckerrohr beziehungsweise die daraus gewonnene Zuckerrohr-Melasse, in Nordamerika Mais, in Europa Weizen, Zuckerrüben und in geringen Mengen auch Mais. Weitere Pflanzen, die für die Bioethanolproduktion eingesetzt werden können, sind zum Beispiel Triticale, Zuckerhirse (Sorghum), in Asien auch Cassava (Maniok).
In Deutschland werden (Stand 2016) folgende Pflanzen für Bioethanol auf insgesamt 259.000 Hektar Ackerfläche angebaut: Getreide (ohne Mais) auf 197.300 Hektar, Zuckerrüben/Rübenstoffe auf 30.200 Hektar und Mais auf 21.700 Hektar.

#### Cellulose
Angestrebt wird zunehmend die Nutzung von kostengünstigen pflanzlichen Reststoffen wie Stroh, Holzresten und Landschaftspflegegut oder von Energiepflanzen wie Rutenhirse (auch Switchgrass, Panicum virgatum) oder Chinaschilf (Miscanthus sinensis), die keiner intensiven landwirtschaftlichen Bewirtschaftung bedürfen und auch auf minderwertigen Böden wachsen (siehe Cellulose-Ethanol und Holzverzuckerung).

### Prozessschritte
Um die Glucose für die Ethanolproduktion zu gewinnen, muss der Rohstoff je nach Art aufbereitet werden:
- Stärkehaltige Rohstoffe wie Getreide werden vermahlen. Durch enzymatische Zerlegung wird in der Verflüssigung/Verzuckerung die Stärke in Zucker umgewandelt.
- Zuckerhaltige Rohstoffe wie Melasse können direkt fermentiert werden.
- Cellulosehaltige Rohstoffe wie Stroh müssen ebenfalls durch Säuren und Enzyme aufgespalten werden.

Das Produkt der Rohmaterialaufbereitung ist eine zuckerhaltige Maische, die in der Fermentation mit Hefe (Saccharomyces cerevisiae) versetzt wird. Es entsteht eine alkoholische Maische mit etwa 12 % Ethanolgehalt. Diese wird in der Destillation/Rektifikation bis zu einer Konzentration von 94,6 % zu so genanntem Rohalkohol gereinigt (ein Azeotrop, das sich nur aufwendig durch Schleppmitteldestillation trennen lässt). In der Entwässerung wird daher der verbliebene Wasseranteil von rund 5 % in einem Adsorptionsprozess mittels Molekularsieb entfernt. Das Endprodukt hat meist eine Reinheit von über 99,95 %. Je nach Anwendungsfall und energetischen Rahmenbedingungen werden aber auch andere Verfahrensschritte (Membranverfahren, Druckwechseladsorption etc.) eingesetzt.
Diese hohe Reinheit ist für die Mischung mit Benzin erforderlich, da sich andernfalls das Wasser absetzt. In Fahrzeugen, die mit reinem Alkohol betrieben werden (wie in den Anfängen in Brasilien) kann auch wasserhaltiger, also nicht vollständig dehydratisierter Rohalkohol eingesetzt werden.

### Nebenprodukte
Aus den zur Ethanolgewinnung nicht benötigten Pflanzenbestandteilen wie Eiweiß, Pflanzenfasern und Fetten entstehen Nahrungs-, Futter- und Düngemittel. Ein Dekanter entwässert hierbei nach der Destillation die Schlempe und trennt Feststoff und Dünnschlempe. Die Dünnschlempe wird zu Sirup konzentriert. Anschließend erfolgt der Verschnitt mit dem Feststoff aus dem Dekanter. Je nach Bedarf wird der Feststoff mit dem Sirup thermisch zu Trockenschlempe also DDGS (Distiller Dried Grain & Solubles) getrocknet oder ungetrocknet als proteinreiches Viehfutter verwendet. Bei der Herstellung von einem Liter Bioethanol aus Getreide entsteht so zusätzlich ein Kilogramm Proteinfutter. Vinasse, die bei der Melassevergärung zurückbleibt, wird agrartechnisch zum Beispiel ebenfalls als Tierfutterzusatz oder als Düngemittel genutzt.
Eine weitere Möglichkeit für die Verwendung der Schlempe ist die Energiegewinnung durch thermische Verwertung, d. h. die Verbrennung zwecks Dampferzeugung für die Ethanolanlage. Neben einer Senkung der Produktionskosten wird dadurch die Treibhausgasbilanz der Produktion verbessert. Energetisch interessant ist außerdem die Vergärung von Schlempe und anderen Reststoffen der Bioethanolproduktion in Biogasanlagen. Das gewonnene Biogas verbleibt als Prozesswärme in der Anlage oder wird ins Netz eingespeist. Es kann wie Erdgas als Energieträger in Haushalten oder auch als Kraftstoff genutzt werden.
Bagasse, die Faserstoffe aus der Zuckerrohrvergärung, wird aufgrund des geringen Nährwertes nicht direkt als Futtermittel für die Tierernährung eingesetzt. Die Restenergie der Bagasse wird stattdessen häufig über eine teils mehrstufige Methanvergärung in den Energiekreislauf der Destillerie zurückgeführt, wodurch die Kosten je Einheit produzierten Ethanols reduzierbar sind. Schwachpunkt dieses Ansatzes und auch der bisher sehr konkurrenzfähigen lateinamerikanischen, auf Zuckerrohr basierenden Biokraftstoffproduktion ist die alleinige Ausrichtung auf die produzierte Menge Ethanol. Trotz mangelnder Flexibilität liegt der große Vorteil der Zuckerrohrnutzung jedoch in der günstigeren Rohstoffbasis, dem deutlichen Standortvorteil und dem geringeren Kapitalaufwand durch den Verzicht auf großvolumige Trocknungsanlagen. Derzeit sind Unternehmungen dieser Art die günstigsten Anbieter von Ethanol auf dem Weltmarkt und stellen das Modell dar, das Neueinsteiger wie Indien und Thailand wählen.
Abhängig von der Prozessführung sind weitere Nebenprodukte möglich (z. B. Maiskeimöl, Kohlendioxid, Weizenkleie, Gluten, Hefe, mineralischer Dünger, Aldehyde).

### Cellulose-Ethanol
Die Produktion aus Stärke und Zuckerrohr wird potentiell den langfristig steigenden Bedarf an Bioethanol nicht decken können. Die nur begrenzt zur Verfügung stehenden landwirtschaftlichen Anbauflächen, ökologische Probleme bei der notwendigen Intensivierung der Landwirtschaft und die Konkurrenz zum Lebensmittelmarkt begrenzen die Produktion von Bioethanol auf diesem herkömmlichen Wege. Eine Alternative besteht darin, für die menschliche Ernährung ungeeignete Nutzpflanzen oder Pflanzenabfälle zu nutzen. Diese hauptsächlich aus Cellulose, Hemicellulose und Lignin bestehenden Materialien fallen in hohen Mengen an und sind billiger als stärke- oder zuckerreiche Agrarrohstoffe. Zudem sind die potentiell nutzbare Biomasse pro Flächeneinheit höher, die CO2-Bilanz positiver und der Anbau teilweise deutlich umweltschonender.
Ethanol, das aus pflanzlichen Abfällen hergestellt wird, wird als Cellulose-Ethanol oder Lignocellulose-Ethanol bezeichnet. Im Gegensatz zum herkömmlichen Bioethanol besitzt Cellulose-Ethanol eine bessere CO2-Bilanz und konkurriert nicht mit der Lebensmittelindustrie. Allerdings befinden sich die Verfahren zur Herstellung von Lignocellulose-Ethanol noch in der Entwicklung. Problematisch sind derzeit vor allem die hohen Kosten, die durch die Enzyme zur Celluloseverzuckerung verursacht werden. Daher ist Bioethanol aus Lignocellulose ohne Förderung voraussichtlich nicht wettbewerbsfähig.
Angestrebt wird dabei, in so genannten Bioraffinerien die Cellulose und Hemicellulose in vergärbare Zucker umzuwandeln und von Hefen direkt in Ethanol zu vergären. Das Lignin könnte als Brennstoff zum Antreiben des Prozesses benutzt werden. Allerdings verhindern zurzeit noch einige technische Schwierigkeiten den Einsatz dieses Verfahrens. Zum einen ist der Abbau von Cellulose und Hemicellulose zu vergärbaren Zuckern aufgrund der komplexen Struktur dieser Verbindungen im Gegensatz zur Verzuckerung von Stärke schwierig und langsam. Zum anderen können die meisten der zur Ethanolproduktion verwendeten Mikroorganismen nicht alle aus der Hemicellulose freigesetzten Zuckerarten vergären. Für einen wirtschaftlich ausgereiften Prozess ist dies jedoch eine wichtige Voraussetzung. Für Forschungszwecke wurden 2008 weltweit etwa 15 Versuchsanlagen betrieben. In den Vereinigten Staaten sind, gestützt durch massive staatliche Förderung, mehr als ein Dutzend Anlagen bis 2014 entstanden. Weitere Anlagen befinden sich in Spanien, den Niederlanden und Brasilien. Außerdem gibt es eine Anlage in Deutschland.

## Verwendung in ausgewählten Ländern

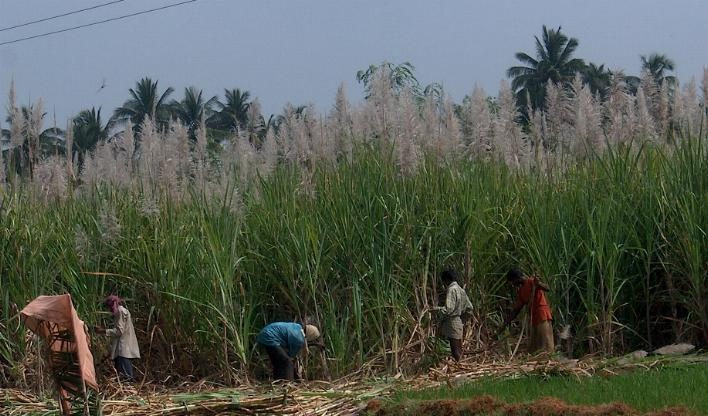
Zuckerrohranbau in Brasilien zu Alkoholproduktion um die Abhängigkeit von Öl-Importen zu verringern

### Brasilien

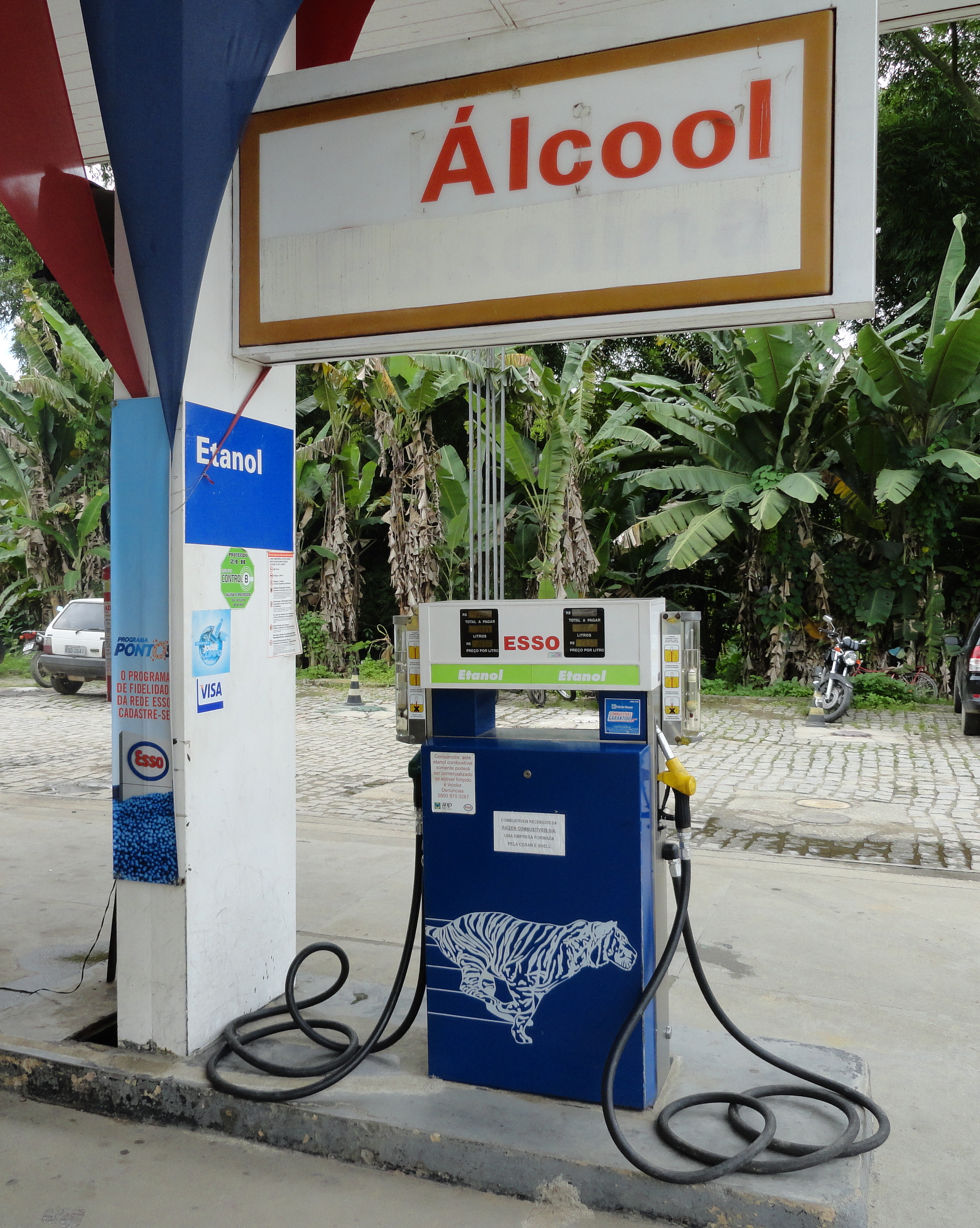
Ethanol-Tankstelle in Paraty

In Brasilien wurde in den 1980er-Jahren als Alternative zu den devisenintensiven Ölimporten mit dem „Proàlcool“-Programm eine ausgeprägt einheimische Industrie für Ethanol-Kraftstoff aufgebaut, die auf Produktion und Raffination von Zuckerrohr basiert. Durch die hohen Weltmarktpreise für Zucker in den 1990er-Jahren kam die Ethanolproduktion der Zuckerindustrie in Brasilien fast zum Erliegen, doch in den letzten Jahren ist ein starker Aufschwung zu verzeichnen.
In den Anfängen wurde reines Ethanol verwendet, wofür eigene Motoren erforderlich sind. Mittlerweile werden überwiegend so genannte Flexible Fuel Vehicles eingesetzt, die in der Lage sind, jegliche Mischung von Benzin und Ethanol zu verbrennen. Deren Anteil am Pkw-Verkauf lag 2007 bei 86 %. 2014 waren rund 90 % aller Autos in Brasilien mit Flex Fuel ausgestattet.
An allen Tankstellen wird Benzin mit einem Anteil von 20 bis 25 % Ethanol angeboten. Der genaue Prozentsatz wird von der Regierung abhängig vom Zuckermarkt festgelegt.
Brasilien war bis 2005 der weltweit größte Hersteller und Verbraucher, wurde mittlerweile aber von den Vereinigten Staaten überholt. Die Produktion betrug 2007 knapp 19 Mrd. Liter. 2018 wurden in Brasilien 30,5 Mrd. Liter produziert. Der Inlandsverbrauch lag 2007 bei 16,7 Mrd. Liter, ein Anstieg um 3,7 Mrd. Liter gegenüber dem Vorjahr. Von Januar bis August 2018 lag der Verbrauch bei 11,5 Mrd. Liter, was einen Anstieg um 41,8 % zum Vorjahreszeitraum bedeutet. 2006 wurden 3,9 Mrd. Liter Ethanol exportiert (2005: 2,6 Mrd. Liter), davon 1,7 Mrd. Liter in die Vereinigten Staaten, 346 Mio. in die Niederlande, 225 Mio. nach Japan und 204 Mio. nach Schweden. Brasilien ist damit der mit Abstand größte Ethanolexporteur weltweit. 2007 fiel der Export entgegen den allgemeinen Erwartungen auf 3,8 Mrd. Liter zurück. 2015 wurden nur noch etwas mehr als eine Milliarde Liter exportiert. Ein erheblicher Anteil der Exporte in die Vereinigten Staaten erfolgt nicht direkt, sondern wird aus steuerlichen Gründen über karibische Staaten (insbesondere Jamaika) abgewickelt. Dort wird der Ethanol dehydratiert und anschließend zu Präferenzkonditionen in die Vereinigten Staaten weitergeliefert (Caribbean Basin Initiative).
Aufgrund der Verbrennung der zuckerlosen Rückstände des Zuckerrohrs (Bagasse) zur Gewinnung von Strom und Prozesswärme haben die Ethanol-Fabriken in Brasilien eine deutlich positive Energiebilanz.
2008 wurde in Brasilien sogar mehr Ethanol (15,8 Mrd. Liter) als Benzin (15,5 Mrd. Liter) gekauft (Stand: Oktober 2008).

### Vereinigte Staaten

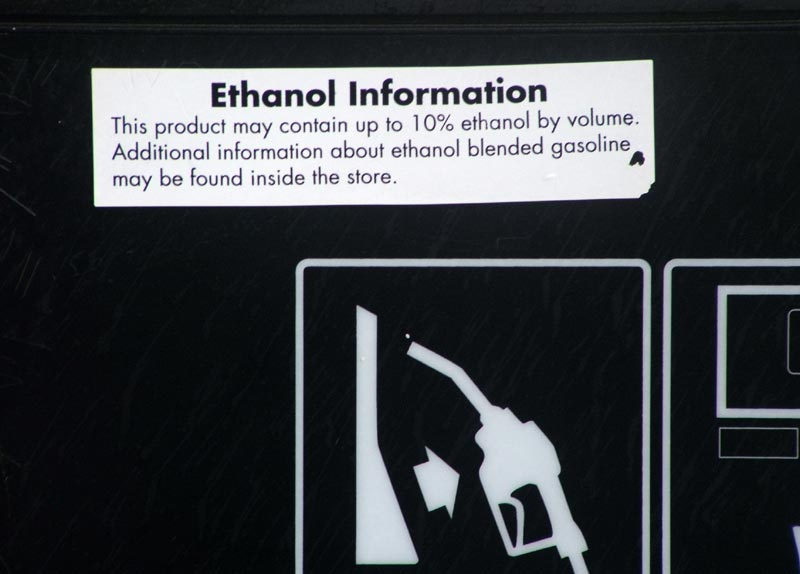
Informationstafel zum Ethanolanteil an einer Tankstelle in Kalifornien

Auch in den Vereinigten Staaten führte der Ölschock Mitte der 1970er-Jahre zu einem nationalen Treibstoff-Ethanol-Programm, um die Abhängigkeit von Ölimporten zu verringern. Steuererleichterungen für Treibstoffmischungen mit Ethanol aus Getreide („Gasohol“ = E10) ermöglichten die Entwicklung einer Treibstoffethanol-Industrie.
Einige US-amerikanische Bundesstaaten aus dem „Grain Belt“ begannen nach der Ölkrise im Jahr 1973 damit, die Ethanolherstellung aus Mais finanziell zu unterstützen. Der „Energy Tax Act“ aus dem Jahr 1978 erlaubte eine Befreiung von der Verbrauchssteuer für Biokraftstoffe, hauptsächlich für Benzin. Allein die Einnahmeausfälle durch Befreiung von der Verbrauchssteuer wurden auf 1,4 Milliarden US-Dollar pro Jahr geschätzt. Ein anderes US-Bundesprogramm garantierte ein Darlehen für den Anbau von Pflanzen für die Ethanolproduktion und im Jahr 1986 gaben die Vereinigten Staaten den Ethanolherstellern sogar kostenloses Getreide.
Mit dem „Clean Air Act“ kam in den 1990er-Jahren ein weiterer Aspekt für den Einsatz von Ethanol: die Verbesserung der Luftqualität in den Großstädten durch Senkung von Emissionen aus dem Straßenverkehr. Im August 2005 unterschrieb der amerikanische Präsident George W. Bush ein umfassendes Energiegesetz, das unter anderem eine Steigerung der Produktion von Ethanol und Biodiesel von 14,8 auf 27,8 Milliarden Liter (bzw. von 4 auf 7,5 Milliarden US-Gallonen) innerhalb der nächsten zehn Jahre vorsieht. Tatsächlich wurden 2015 44,2 Millionen Tonnen Bioethanol produziert.
Die Herstellung und Nachfrage von Ethanol wächst in den Vereinigten Staaten damit ständig an. Ungefähr 700 von den insgesamt 165.000 Tankstellen besaßen 2010 Zapfsäulen mit E85. 2018 gab es bereits mehr als 3.300 E85-Tankstellen. Ethanol-Kraftstoff ist vor allem im Mittleren Westen und in Kalifornien erhältlich, wo auch das meiste Ethanol der USA raffiniert wird. Im Juni 2006 lag die Kapazität bei 18 Milliarden Liter (4,8 Milliarden Gallonen) Ethanol pro Jahr. Im Mai 2019 lag die Kapazität bei rund 64 Milliarden Liter (16,975 Milliarden Gallonen). Im Jahr 2007 wurden 24,6 Mrd. Liter Ethanol produziert, 2018 etwa 60 Mrd. Liter.
Im Juni 2011 wurde vom US-Senat ein Gesetzentwurf befürwortet, der zum Ziel hat die Subvention von jährlich 6 Milliarden US$ an die amerikanische Bioethanol-Industrie abzuschaffen. Bisher erhält dieser Industriezweig eine Staatsbeihilfe von 45 US-Cent je Gallone (12 US-Cent je Liter). Der Importzoll auf Ethanol von 54 US-Cent je Gallone (14 US-Cent je Liter) soll ebenfalls aufgehoben werden. Durch das Einwirken von Donald Trump ist es nicht zur Abschaffung der Subventionen gekommen.

### Kolumbien
Kolumbiens Programm für Ethanol-Kraftstoff begann 2002, als die Regierung ein Gesetz zur Anreicherung des Benzins mit sauerstoffhaltigen chemischen Verbindungen verabschiedete. Anfangs bestand vor allem die Absicht, die Emission von Kohlenmonoxid durch Autos zu reduzieren. Später wurde Bioethanol von der Mineralölsteuer befreit, wodurch Ethanol billiger wurde als Benzin. Dieser Trend wurde sogar noch verstärkt, da die Benzinpreise seit dem Jahr 2004 steigen und dadurch das Interesse für erneuerbare Treibstoffe (zumindest für Autos) stieg. In Kolumbien werden die Preise für Benzin und Ethanol von der Regierung gesteuert. Als Ergänzung dieses Ethanolprogramms ist ein Programm für Biodiesel vorgesehen, um Diesel-Treibstoff mit sauerstoffhaltigen Verbindungen anzureichern und erneuerbaren Treibstoff aus Pflanzen herzustellen.
Anfangs hatte vor allem die kolumbianische Zuckerindustrie Interesse an der Ethanolproduktion. Das Ziel der Regierung war es, den Autotreibstoff allmählich auf eine Mischung aus 10 % Ethanol und 90 % Benzin umzustellen. Anpflanzungen zur Ethanolgewinnung werden steuerlich gefördert.
Die erste Anlage für Ethanol-Treibstoff nahm ihre Produktion im Oktober 2005 in der kolumbianischen Provinz Valle del Cauca mit einem Ausstoß von 300.000 Litern pro Tag auf. Spätestens seit März 2006 sind fünf Anlagen in Betrieb mit einer Gesamtkapazität von 1.050.000 Litern pro Tag. Im Valle del Cauca wird Zucker das ganze Jahr über geerntet und die neuen Brennereien haben eine gleichmäßige Auslastung. Die Investitionen in diese Anlagen betragen insgesamt rund 100 Mio. Dollar. Spätestens 2007 soll die Produktion bei 2,5 Millionen Litern pro Tag liegen, um das Ziel von 10 % Ethanolanteil im Benzin zu erreichen. Dieses Ziel wurde jedoch verfehlt. So wurden 2011 nur 1,25 Millionen Liter pro Tag produziert. Der hergestellte Ethanol-Kraftstoff wird zurzeit hauptsächlich in den wichtigen nahegelegenen Städten wie Bogotá, Cali und Pereira verwendet. Für den Rest des Landes reicht die Produktion noch nicht aus.
| Bioethanol-Verbrauch (GWh)                        | Bioethanol-Verbrauch (GWh) | Bioethanol-Verbrauch (GWh) | Bioethanol-Verbrauch (GWh) | Bioethanol-Verbrauch (GWh) | Bioethanol-Verbrauch (GWh) |
| Nr.                                               | Staat                      | 2005                       | 2006                       | 2007                       | 2016                       |
| ------------------------------------------------- | -------------------------- | -------------------------- | -------------------------- | -------------------------- | -------------------------- |
| 1                                                 | Deutschland                | 1 682                      | 3 544                      | 3 408                      | 8 678                      |
| 2                                                 | Frankreich                 | 871                        | 1 719                      | 3 174                      | 5 513                      |
| 3                                                 | Schweden                   | 1 681                      | 1 894                      | 2 113                      | 1 268                      |
| 4                                                 | Spanien                    | 1 314                      | 1 332                      | 1 310                      | 1 576                      |
| 5                                                 | Polen                      | 329                        | 611                        | 991                        | 1 950                      |
| 6                                                 | Vereinigtes Königreich     | 502                        | 563                        | 907                        | 4 522                      |
| 7                                                 | Bulgarien                  | –                          | 0                          | 769                        | 383                        |
| 8                                                 | Österreich                 | 0                          | 0                          | 254                        | 614                        |
| 9                                                 | Slowakei                   | 0                          | 4                          | 154                        | 180                        |
| 10                                                | Litauen                    | 10                         | 64                         | 135                        | 75                         |
| 11                                                | Ungarn                     | 28                         | 136                        | 107                        | 509                        |
| 12                                                | Niederlande                | 0                          | 179                        | 101                        | 1 402                      |
| 13                                                | Dänemark                   | 0                          | 42                         | 70                         | 512                        |
| 14                                                | Irland                     | 0                          | 13                         | 54                         | 388                        |
| 15                                                | Lettland                   | 5                          | 12                         | 20                         | 97                         |
| 16                                                | Luxemburg                  | 0                          | 0                          | 10                         | 102                        |
| 17                                                | Slowenien                  | 0                          | 2                          | 9                          | 50                         |
| 18                                                | Tschechien                 | 0                          | 13                         | 2                          | 644                        |
| 19                                                | Portugal                   | 0                          | 0                          | 0                          | 237                        |
| 20                                                | Italien                    | 59                         | 0                          | 0                          | 378                        |
| 21                                                | Belgien                    | 0                          | 0                          | 0                          | 473                        |
| 22                                                | Griechenland               | 0                          | 0                          | 0                          | 0                          |
| 23                                                | Finnland                   | 0                          | 10                         | n. v.                      | 836                        |
| 24                                                | Rumänien                   | –                          | 0                          | n. v.                      | 946                        |
| 25                                                | Malta                      | 0                          | 0                          | n. v.                      | 0                          |
| 26                                                | Estland                    | 0                          | 0                          | n. v.                      | 30                         |
| 27                                                | Zypern                     | 0                          | 0                          | n. v.                      | 0                          |
| 27                                                | EU Gesamt                  | 6481                       | 10138                      | 13563                      | 31351                      |
| 1 t Öleinheit = 11,63 MWh n. v. = nicht vorhanden |                            |                            |                            |                            |                            |

| Bioethanol-Produktion (GWh)                                    | Bioethanol-Produktion (GWh) | Bioethanol-Produktion (GWh) | Bioethanol-Produktion (GWh) | Bioethanol-Produktion (GWh) |
| Nr.                                                            | Staat                       | 2005                        | 2006                        | 2017                        |
| -------------------------------------------------------------- | --------------------------- | --------------------------- | --------------------------- | --------------------------- |
| 1                                                              | Deutschland                 | 978                         | 2554                        | 7 704                       |
| 2                                                              | Spanien                     | 1796                        | 2382                        | k. A.                       |
| 3                                                              | Frankreich                  | 853                         | 1482                        | 9 719                       |
| 4                                                              | Schweden                    | 907                         | 830                         | k. A.                       |
| 5                                                              | Italien                     | 47                          | 759                         | k. A.                       |
| 6                                                              | Polen                       | 379                         | 711                         | k. A.                       |
| 7                                                              | Ungarn                      | 207                         | 201                         | k. A.                       |
| 8                                                              | Litauen                     | 47                          | 107                         | k. A.                       |
| 9                                                              | Niederlande                 | 47                          | 89                          | k. A.                       |
| 10                                                             | Tschechien                  | 0                           | 89                          | k. A.                       |
| 11                                                             | Lettland                    | 71                          | 71                          | k. A.                       |
| 12                                                             | Finnland                    | 77                          | 0                           | k. A.                       |
| 13                                                             | Vereinigtes Königreich      | k. A.                       | k. A.                       | 2 489                       |
| 14                                                             | Österreich                  | k. A.                       | k. A.                       | 1 482                       |
| 27                                                             | EU Gesamt                   | 5411                        | 9274                        | k. A.                       |
| 100 l Bioethanol = 79,62 kg, 1 t Bioethanol = 0,64 Öleinheiten |                             |                             |                             |                             |

### Europa
Schon in den 1980er-Jahren gab es in Europa von der Öffentlichkeit weitgehend unbemerkt die Zumischung von 5 % Ethanol zu Benzin zur Oktanzahl-Erhöhung. Später begann die Produktion von ETBE aus Überschusswein in Frankreich und Spanien.
Seit 2003 fördert die Europäische Gemeinschaft die Verwendung von Biokraftstoffen oder anderen erneuerbaren Kraftstoffen als Ersatz für Otto- und Dieselkraftstoffe. Die Biokraftstoffrichtlinie EG-Richtlinie 2003/30/EG gab Richtwerte für den Anteil an Biokraftstoffen als Ersatz von herkömmlichen Kraftstoffen (bezogen auf den Energiegehalt) im Verkehr vor: 2 % bis 2005, 5,75 % bis 2010. (Die Werte stehen nicht für die Beimischung zu Benzin oder Diesel, sondern geben den gewünschten Gesamtanteil aller Erneuerbaren am Kraftstoffbedarf an.) Zusätzlich erlaubte es die Energiesteuerrichtlinie (2003/96/EC) den Mitgliedstaaten, die Mineralölsteuer für Biokraftstoffe bis zu 100 % zu erlassen. Die nationale Umsetzung war freiwillig und in den meisten Mitgliedstaaten wurde das Ziel für 2005 nicht erreicht.
Mit der neuen EU-Richtlinie 2009/28/EG für Erneuerbare Energie (kurz auch RED für Renewable Energy Directive) wurden verpflichtende Ziele eingeführt. Das neue EU-Ziel heißt nun
- 10 % erneuerbare Energie für den Verkehrssektor bis 2020

Dieser Prozentsatz schließt neben den Biokraftstoffen (flüssig, gasförmig) auch Elektro- und Wasserstoffantriebe ein. Biokraftstoffe aus Abfällen, Reststoffen und (ligno)zellulosehaltigem Material werden doppelt bewertet.

#### Nachhaltigkeitskriterien
Darüber hinaus führt die Richtlinie strenge Kriterien für die nachhaltige und sozial verträgliche Herstellung ein, die sowohl für europäische Erzeuger als auch für Importe gelten. Zentrale Themenbereiche sind die Mindesteinsparung von Treibhausgasemissionen, Bestimmungen für die landwirtschaftliche Flächennutzung und die Einhaltung von Umwelt- und Sozialstandards.
So dürfen keine Rohstoffe aus Flächen mit hohem Kohlenstoffbestand (Primärwälder, Feuchtgebiete, Torfmoore, Naturschutzgebiete) eingesetzt werden und dergleichen mehr.
Biotreibstofferzeuger müssen eine Reduktion der Treibhausgasemissionen (CO2, Methan, Lachgas etc.) nachweisen. Das bedeutet, dass über den gesamten Lebenszyklus (vom Rohstoffanbau über die Kraftstoffproduktion bis zum Kfz) im Vergleich zu fossilen Kraftstoffen weniger Treibhausgasemissionen entstehen dürfen, nämlich mindestens
- minus 35 % ab 2011 für neue Produktionsanlagen, nach 2017 minus 60 %
- für Anlagen, die 2008 bereits in Betrieb waren, gelten ab 2013 minus 35 %, nach 2017 minus 50 %

Im Jahr 2008 (2007) wurden in der Europäischen Union insgesamt rund 2,8 (1,8) Mrd. Liter Ethanol produziert, jedoch rund 3,5 (2,6) Mrd. Liter verbraucht. 2015 wurden 5,4 Mrd. Liter verbraucht, jedoch nur 4,2 Mio. Liter hergestellt. Die Differenz wird größtenteils aus Brasilien importiert. Die Europäische Union liegt mit ihrer Produktion weltweit vor China auf dem dritten Platz, allerdings weit hinter den Vereinigten Staaten und Brasilien.

#### Deutschland
| Bioethanol-Produktion: Deutschland – EU | Bioethanol-Produktion: Deutschland – EU | Bioethanol-Produktion: Deutschland – EU | Bioethanol-Produktion: Deutschland – EU | Bioethanol-Produktion: Deutschland – EU | Bioethanol-Produktion: Deutschland – EU | Bioethanol-Produktion: Deutschland – EU | Bioethanol-Produktion: Deutschland – EU |
| Jahr (Mio. t)                           | 2006                                    | 2007                                    | 2008                                    | 2009                                    | 2010                                    | 2011                                    | 2018                                    |
| --------------------------------------- | --------------------------------------- | --------------------------------------- | --------------------------------------- | --------------------------------------- | --------------------------------------- | --------------------------------------- | --------------------------------------- |
| Deutschland                             | 0,34                                    | 0,31                                    | 0,46                                    | 0,59                                    | 0,60                                    | 0,57                                    | 0,61                                    |
| EU                                      | 1,24                                    | 1,4                                     | 2,22                                    | 2,90                                    | k. A.                                   | k. A.                                   | k. A.                                   |

In Deutschland besteht ein Markt für Bioethanol erst seit 2004. In dem Jahr wurden nach Angaben der Industrie etwa 80.000 Tonnen Bioethanol abgesetzt, wobei der überwiegende Teil als ETBE-Kraftstoff verwendet wurde. Eine der größten europäischen Anlagen zur Bioethanolgewinnung mit einer Kapazität von 285.000 t jährlich steht in Zeitz (Sachsen-Anhalt). Hier wird von CropEnergies (früher Südzucker Bioethanol GmbH) aus Weizen, Gerste, Triticale und Mais Bioethanol produziert. In der zweitgrößten deutschen Anlage mit einer Jahreskapazität von 200.000 t stellt Verbio im brandenburgischen Schwedt Bioethanol hauptsächlich aus Roggen, der nicht als Nahrungs- oder Futtermittel geeignet ist, her. Insgesamt hatten die deutschen Bioethanolanlagen 2011 eine Jahreskapazität von 930.000 Tonnen. 2017 wurden 672.930 Tonnen hergestellt.
Bioethanol wurde in Form von E85 bis 2015 nicht wie fossiles Mineralöl besteuert, der Anteil Bioethanol unterlag nicht der Mineralölsteuer, somit war E85 um den Bioethanolanteil steuerbegünstigt. Diese Steuervergünstigung wurde zum 31. Dezember 2015 eingestellt. Für geringere Mischungsverhältnisse hat der Gesetzgeber mit dem Biokraftstoffquotengesetz seit 2006 ein ordnungspolitisches Instrument geschaffen, um die Beimischung von Bioethanol zum Benzin zu fördern: Die Mineralölindustrie ist verpflichtet, dem Ottokraftstoff jährlich steigende Anteile (1,2 % im Jahr 2007 bis 6,25 % ab 2010) Bioethanol beizumischen. Diese Anteile unterliegen dann in voller Höhe der Energiesteuer (Bioethanol 65,4 Cent). Mit dieser Kombinationsmaßnahme möchte die Bundesregierung die meist mittelständische Biokraftstoffwirtschaft über die Sicherung des Absatzmarktes stützen.
Im Frühjahr 2008 geriet die geplante Erhöhung des Ethanol-Anteils auf 10 % (sog. E10) in die Kritik, da Politik, Automobilhersteller und der Verband der Automobilindustrie widersprüchliche Aussagen zur Verträglichkeit machten. Da damit offenblieb, ob die nicht explizit dafür konstruierten Modelle mit SuperPlus betankt werden müssten, das als einzige Sorte den 5-%-Ethanol-Anteil behalten soll, wurde die von der Bundesregierung geplante Verordnung zur Einführung von E10 ausgesetzt. Im August 2008 wurden mit der Erstausgabe der DIN 51625 Anforderungen und Prüfverfahren an Ethanolkraftstoff erstmals in einer DIN-Norm definiert. E10 gilt als verträglich für nahezu alle Fahrzeuge.
Zu Beginn 2011 wurde E10 in Deutschland eingeführt.

#### Österreich
Österreich hat sich bei der Umsetzung der Biokraftstoff-Richtlinie Ziele gesetzt, die über den EU-Vorgaben liegen (2,5 % bis 2005| 4,3 % bis 2007| 5,75 % bis 2008). Die Vorgabe liegt auch 2019 bei 5,75 %. Mit Änderungen der Kraftstoffverordnung und des Mineralölsteuergesetzes wurde eine Substitutionspflicht eingeführt. Mit der Produktionsaufnahme der Bioethanolanlage der Agrana in Niederösterreich auf der Basis von Weizen, Mais und Zuckerrüben (2008) ist theoretisch der österreichische Markt für E10 gedeckt.

#### Weitere europäische Länder
In Schweden werden Flexible Fuel Vehicles (FFV) bereits seit 2001 vermarktet. Das Ethanol wird in Schweden aus Getreide, Zuckerrohr und auch aus Abfällen der heimischen Holzverarbeitung erzeugt. An mehr als 140 öffentlichen Tankstellen steht E85 zur Verfügung. Schweden verfolgt das Ziel, bis 2030 gänzlich unabhängig von Erdöl zu werden.
Großbritannien verfolgt eine Politik, die Nutzung von Biokraftstoffen einschließlich Ethanol zu stärken, obwohl die Besteuerung alternativer Treibstoffe wie Biodiesel fast genauso hoch ist wie auf konventionelle fossile Treibstoffe. Spanien ist nach Frankreich und Deutschland der drittgrößte Produzent von Bioethanol in Europa. Hier werden vor allem Gerste und Weizen vergoren.

## Auswirkungen
Im Zusammenhang mit dem Kyoto-Protokoll wird häufig über die Herstellung und den Einsatz von Biokraftstoffen debattiert. Aus Biomasse gewonnenes Ethanol ist ein nachwachsender Energieträger, der zwar gegenüber fossilen Energieträgern Vorteile im Bereich CO2-Ausstoß bietet, jedoch beim Anbau der Energiepflanzen mit hohen Belastungen an klimaschädlichen Gasen wie Distickstoffoxid einhergeht. Trotz einer positiven Energiebilanz wird diskutiert, wie umweltfreundlich die Herstellung von Ethanol angesichts des Bedarfs an Anbauflächen (Monokulturen) tatsächlich ist.

### Energiebilanz
Damit Bioethanol-Kraftstoff einen sinnvollen Beitrag zur Energiewirtschaft leisten kann, muss die Herstellung eine positive Energiebilanz aufweisen. Den hauptsächlichen Anteil der aufgewendeten Primärenergie (Input) macht der nachwachsende und CO2-neutrale Rohstoff Biomasse aus. Die auf dem Markt eingeführten Biokraftstoffe wie Biodiesel und Pflanzenöl aus Raps sowie Bioethanol aus Getreide bergen noch weiteres Potenzial zur Einsparung fossiler Energierohstoffe, z. B. durch den Ersatz von Mineraldünger durch Reststoffe und die Nutzung von Nebenprodukten. In den Produktionsverfahren benötigen sie allerdings bereits sehr wenig fossile Primärenergie. Neue Biokraftstoffe, die sich noch in der Markteinführung befinden, z. B. Biogas aus Mais oder Bioethanol aus lignocellulosehaltiger Biomasse wie Stroh, benötigen dagegen einen größeren Biomasse-Input für ihre jeweiligen Produktionsverfahren.
Werden Energiepflanzen für die Biokraftstoffproduktion genutzt, werden zwar weiterhin fossile Energierohstoffe für Düngemittel, Ernte, Transport und Verarbeitung benötigt. Im Verhältnis zur Produktion von Benzin oder Diesel müssen aber 60 bis 95 % weniger fossile Energierohstoffe aufgewendet werden. Die Bandbreiten der Energiebilanz der unterschiedlichen Biokraftstoffe gehen aufgrund der Vielfalt der oben genannten Einflussfaktoren weit auseinander. Unabhängig von der eingesetzten Energiepflanze liegt der Aufwand an fossiler Primärenergie (Input) jedoch stets deutlich unter der aufgewendeten Primärenergie für die Produktion fossiler Kraftstoffe.
Eine Vielzahl von Studien hat die Energiebilanzen der verschiedenen Anbau- und Verwendungsmöglichkeiten von Energiepflanzen untersucht. So kommt eine Studie der Universität Hohenheim zum Ergebnis, dass die Bioethanolproduktion aus Getreide in großtechnischen Anlagen nur eine schwach positive Energiebilanz aufweist. Die Wissenschaftler heben auch hervor, dass die Bilanz über Veränderungen der Produktionsbedingungen deutlich verbessert werden könnte. So schlagen sie als Alternative die Nutzung kleiner Anlagen vor, bei der die energieintensive Trocknung der sog. Schlempe entfällt und diese in Form von Biogas und Düngemittel weiter verwertet werden kann. Der Gesamtenergiegewinn einer solchen nachhaltigen Nutzung könnte ihrer Ansicht nach auf über 14.000 MJ/t Getreide gesteigert werden, was dem siebenfachen Energiegewinn gegenüber der großtechnischen Herstellung entspricht.
| Verfahrensschritt                           | MJ/t Getreide |
| ------------------------------------------- | ------------- |
| Getreideproduktion                          | −1.367        |
| Getreidelagerung                            | −150          |
| Ethanolproduktion                           | −2.500        |
| Schlempetrocknung                           | −2.400        |
| Gesamt Ethanolproduktion                    | −6.417        |
| Energiegehalt Ethanol                       | 8.480         |
| Energie-Ertrag / t Getreide                 | 2.063         |
| Verhältnis Energie-Gewinn / Energie-Eintrag | 1,32          |

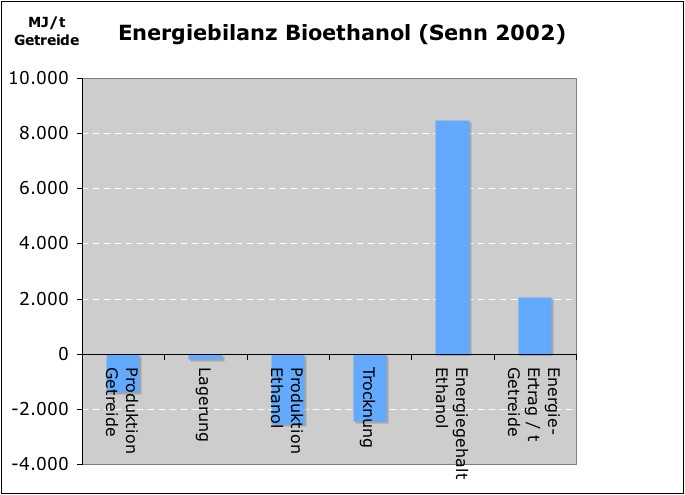
Energiebilanz für die großtechnische Herstellung von Bioethanol, Daten nach Senn 2002

Weitere wissenschaftliche Studien befassen sich u. a. mit effizienteren Produktionsprozessen bei der Vergärung von Alkohol, um so die Energiebilanz weiter zu verbessern.

### Klimabilanz
Bei der Fermentation der Rohstoffe und der Verbrennung des Bioethanols wird zwar das Treibhausgas Kohlenstoffdioxid freigesetzt; da jedoch beim Wachstum der Rohstoffpflanzen zuvor die gleiche Menge Kohlenstoffdioxid aus der Atmosphäre durch die Photosynthese gebunden wurde, sind diese chemischen Vorgänge (Photosynthese, Fermentation, Verbrennung) in der Addition CO2-neutral. Da bei der Produktion der Rohstoffe und bei der Ethanolherstellung zusätzliche Energie benötigt wird, ist der Herstellungsprozess insgesamt nicht CO2-neutral oder gar klimaneutral.
Laut einer vorläufigen theoretischen Studie um den Chemie-Nobelpreisträger Paul Crutzen aus dem Jahr 2007 macht der klimaschädliche Effekt des beim Anbau, insbesondere beim Düngen, der Energiepflanzen entstehenden Distickstoffoxids (Lachgas) den „abkühlenden“ Effekt des eingesparten CO2 zu einem großen Teil wieder zunichte und führt unter Umständen sogar zu einer im Vergleich zu fossilem Treibstoff stärkeren Erwärmung. Den Ergebnissen zufolge verursacht Raps-Sprit (Biodiesel) eine 1 bis 1,7-fache relative Erwärmung im Vergleich zu fossilem Treibstoff. Für die ebenfalls untersuchte Energiepflanze Mais betrug die relative Erwärmung 0,9–1,5, und allein für Zuckerrohr ergab sich ein klimafreundlicher Effekt mit einer relativen Erwärmung von 0,5–0,9.
Allerdings wurde die Veröffentlichung der Studie von Crutzen von renommierten Wissenschaftsmagazinen abgelehnt. Zum einen basiert die Studie lediglich auf einer eigenen Modellrechnung zur Lachgas-Emission, das heißt die mathematisch ermittelten Werte sind nicht durch Versuche bestätigt worden. Zum anderen wird die Relevanz der Lachgas-Emission überzeichnet. Aus Kostengründen wird in der Landwirtschaft tatsächlich immer seltener mit Stickstoff gedüngt. Die endgültige Fassung der Crutzen-Studie, erschienen im Jahr 2008, enthält zusätzliche Daten mit neu berechneten Faktoren, die jeweils einem der von anderen Wissenschaftlern eingebrachten Einwände Rechnung tragen. Hiernach können durch eine hohe Effizienz des Stickstoffdüngers, durch einen hohen Anteil an Gülle im Dünger (20 %) oder durch eine effiziente Nutzung der Nebenprodukte bei der Treibstoffproduktion die Erwärmungsfaktoren bei Raps auf bis zu 0,5, bei Mais auf bis zu 0,4 und bei Zuckerrohr auf bis zu 0,3 gesenkt werden. Das entspräche einer um den Faktor 2, 2,5 bzw. 3 niedrigeren Erderwärmung als bei der Nutzung von fossilem Treibstoff.
Für die USA kommen neuere Untersuchungen an der Universität von Minnesota zu dem Ergebnis, dass Bioethanol aus Getreide, verbrannt in Verbrennungskraftmaschinen, im Vergleich zu anderen Szenarien eine überaus schlechte Klimabilanz aufweist.

### Luftverschmutzung
Verglichen mit konventionellem bleifreiem Benzin verbrennt Ethanol sauberer zu Kohlendioxid und Wasser. In den Vereinigten Staaten fordert der Clean Air Act den Zusatz sauerstoffreicher Verbindungen, um den Ausstoß von Kohlenstoffmonoxid zu reduzieren. Die Verwendung des grundwassergefährdenden Zusatzes MTBE wird reduziert und durch ETBE ersetzt.
Durch die Verwendung von reinem Ethanol (E100) anstelle von Benzin wird der gemessene Kohlendioxidausstoß um etwa 13 % reduziert. Effektiv wird durch den Photosynthese-Kreislauf der Ausstoß jedoch sogar um über 80 % verringert. Den Vorteilen steht die Umweltbelastung durch die Produktion von Ethanol gegenüber, die in der CO2-Bilanz berücksichtigt werden.
Weil reines Bioethanol, auch Bioalkohol genannt, rückstandsfrei (rußfrei) verbrennt, wird es oft in offenen Kaminfeuern im Haushalt eingesetzt.

### Wasserverschmutzung
Bei der Produktion von Biomasse für die Agrospritherstellung entstehen die gleichen Wasserverschmutzungen wie bei jedem anderen intensiven Anbau von Agrarprodukten. Nach einer Studie von Simon Donner von der Universität British Columbia und Chris Kucharik von der Universität Wisconsin wird sich die Verschmutzung an der Mündung des Mississippi von derzeit rund 20.000 Quadratkilometern auf eine noch viel größere Fläche ausweiten, wenn die Vereinigten Staaten ihre Pläne zur Produktion von Agrosprit aus Mais wie bisher geplant weiter ausweiten. In diesem Bereich wird der Studie entsprechend eine so starke Überdüngung entstehen, dass die daraus resultierende Algenblüte und die auf diese folgende Sauerstoffarmut nach dem Absterben der Algen den Bereich für andere Meereslebewesen nicht mehr bewohnbar machen wird. Dieselben Auswirkungen gäbe es, wenn der Mais nicht für Ethanol, sondern als Futtermittel verwendet würde. Daher ist die Anwendung guter fachlicher Praxis notwendig, um die Dünger- und Schadstoff-Einträge in die Umwelt zu reduzieren.

### Landwirtschaft
Falls die Nachfrage nach Bioethanol weiter steigt, sind intensive Anbaumethoden notwendig. In Europa könnten überschüssige Anbauflächen, anstatt sie mit Subventionen stillzulegen, zur Produktion von Bioethanol oder -diesel genutzt werden, ohne dass Flächenkonkurrenz entstehen würde. In Entwicklungs- und Schwellenländern könnte die Nachfrage nach Bioethanol auf dem Weltmarkt zu einer Verlagerung der angebauten Pflanzen führen. Der Anbau von Lebensmitteln könnte zugunsten von devisenbringenden Ethanolpflanzen vernachlässigt werden.
Durch eine Intensivierung der Landwirtschaft für die Bioethanolgewinnung treten die bei allen landwirtschaftlichen Nutzflächen bekannten ökologischen Probleme auf. Dazu gehören:
- Bodenverbrauch durch Ackerbau: Erosion, Verdichtung
- Beeinflussung von Grund- und Oberflächengewässer durch Ackerbau:
  - Nährstoffaustrag durch Düngemittel, zum Beispiel Stickstoff und Phosphor
  - Entnahme und Verbrauch im Falle des Bewässerungsackerbaues.[67]
- Treibhausgase neben CO2, zum Beispiel Lachgas als Folge ackerbaulicher Tätigkeit
- Einsatz von Pflanzenschutzmitteln
- Nutzungsdruck auf die „Landschaft“ im Allgemeinen (Intensiv-Ackerbau), zum Beispiel unter Biodiversitätsgesichtspunkten und der Flächenkonkurrenz[68]

Eine Wahrnehmung der klassischen Kritikpunkte an der mit industriellen Methoden betriebenen Landwirtschaft wird auch unter dem Blickwinkel der nachwachsenden Rohstoffe eingefordert, um diese in die Abwägung der Güter mit einzubeziehen. Um diese Probleme zu minimieren, werden Konzepte einer nachhaltigen Landwirtschaft gefordert und entwickelt.

### Flächenkonkurrenz
Im Zuge des Preisanstiegs 2007/2008 für Rohstoffe und Lebensmittel geriet auch die Rolle des Bioethanols als Konkurrenz zur Lebensmittelproduktion in den Fokus. Dabei stieß vor allem die Nutzung von Mais in den Vereinigten Staaten auf Kritik. Verschiedene Analysen wiesen nach, dass Biokraftstoffe nur anteilig an der globalen Verteuerung der Nahrungsmittel beteiligt waren. Als Hauptfaktoren gelten das Bevölkerungswachstum sowie der steigende Fleischkonsum in bevölkerungsreichen Schwellenländern wie China und Indien. Eine UN-Fachkonferenz urteilte: „Biokraftstoffe haben die Krise nicht ausgelöst.“

### Landwirtschaft und Ökonomie
Bioethanol wird in Deutschland aus Getreide, Zuckerrüben und zu einem geringen Anteil auch aus Mais gewonnen. Der Ertrag in l/ha ist abhängig von der jeweiligen Pflanze. Der Ertrag bei Zuckerrüben ist etwa deutlich höher als bei Weizen. Getreide wie Hafer, Roggen, Gerste, Weizen und Triticale liefern nach Durchlaufen der Fermentation je nach Verfahren weit höherwertige Futtermittel als Mais, Kartoffeln und Zuckerrüben es bisher ermöglichten. Mit Proteingehalten von 40 % und höher erreichen diese fermentierten Getreidefutter potenziell größere Märkte als nur der Einsatz im Kraftfutter für Milchvieh wie bisher. Im Ethanolpreis müssen die Brenner jedoch mit dem Weltmarkt konkurrieren, denn Kraftstoffalkohol fällt als frei handelbares Gut nicht unter die regulatorischen Maßnahmen des Branntweinmonopols. Die Vollkosten für die Erzeugung eines Kubikmeters Bioethanol aus Zuckerrohr liegen in Brasilien bei nur 200 bis 250 US-Dollar, in Deutschland bei 450 bis 500 Euro, das heißt die Kosten in Brasilien sind weniger als halb so hoch wie in Deutschland.
Prognosen für die europäische Produktion zeigen einen jährlichen Ausstoß von 7 Millionen Tonnen getrocknetem, fermentiertem Futter, davon alleine eine Million Tonnen in Deutschland, wozu deutsche Destillerien bis zu 3 Millionen Tonnen Getreide aus der Landwirtschaft einkaufen. Aber neben wenigen Pilotprojekten in kleinem Rahmen existieren diese Anlagen in Deutschland bisher nur auf dem Papier und nun versucht man, die Fehler der amerikanischen Ethanolbranche nicht zu wiederholen: Dort sind von über 250 Unternehmen, die vor 20 Jahren in dieses Geschäft einstiegen, nur zwei große übrig geblieben. Der Untergang dieser Projekte ist größtenteils auf mangelndes Verständnis für das Potential des erzeugten Nebenproduktes als Futtermittel zurückzuführen: Die anfallende Schlempe wurde meist gratis oder nur kostendeckend an die Landwirtschaft abgegeben. Dies wird heute von den deutschen Schnapsbrennern ähnlich praktiziert, jedoch verdienen diese Unternehmen am eigenen Markenprodukt oder am höherwertigen Neutralalkohol in Getränkequalität. Für Ethanol als Biokraftstoff jedoch steht der Preis fest. Ökonomische Beweglichkeit gibt es daher im Rohwareneinkauf und in der Vermarktung der Nebenerzeugnisse.
Aus Nordamerika wird bisher etwa ein Fünftel der dort anfallenden Maiskleberfutter nach Europa exportiert. Große Anstrengungen werden angesichts der neuen Entwicklung nun unternommen, weitere Anwendungen für „DDGS“ (destillers dry grain solubles) zu suchen. Die Entwicklung wird deutlich in der 2002 eröffneten Bioraffinerie in Springfield in Kentucky, der weltweit einzigen Anlage dieser Art. Dort entwickelt Alltech für die Ethanol- und Futtermittelbranche nachgelagerte Gärprozesse zur Erzeugung höherwertiger Futtermittel und neuer Lebensmittelzusätze sowie neue Cellulosekomplexe als Futterzusatzstoffe.

## Wirtschaftliche Aspekte
| Biokraftstoff               | Ertrag/ha | Kraftstoffäquivalenz [l] | Kraftstoffäquivalent pro Fläche [l/ha] | Fahrleistung [km/ha] |
| --------------------------- | --------- | ------------------------ | -------------------------------------- | -------------------- |
| Pflanzenöl (Rapsöl)         | 1590 l    | 0,96                     | 1526                                   | 23300 + 17600        |
| Biodiesel (Rapsmethylester) | 1550 l    | 0,91                     | 1411                                   | 23300 + 17600        |
| Bioethanol (Weizen)         | 2760 l    | 0,65                     | 1794                                   | 22400 + 14400        |
| Biomethan (mit Mais)        | 3540 kg   | 1,4                      | 4956                                   | 67600                |
| BtL (aus Energiepflanzen)   | 4030 l    | 0,97                     | 3909                                   | 64000                |
| BtL (aus Stroh)             | 1361 l    | 0,97                     | 1320                                   | 21000                |

1. ↑  1 l Biokraftstoff bzw. 1 kg Biomethan entspricht dieser Menge konventionellen Kraftstoffs
2. ↑  ohne Nebenprodukte
3. ↑  separate Berechnung, nicht auf den anderen Daten basierend
4. 1 2 3   mit Biomethan aus Nebenprodukten Rapskuchen/ Schlempe/ Stroh
5. 1 2  auf Basis von FT-Kraftstoffen

Einige Wirtschaftswissenschaftler argumentieren, dass Bioethanol als Benzinersatz nur durch staatliche Subventionen für Landwirte und Industrie rentabel sei. Laut dem US-amerikanischen Energieministerium erhält man für jede Energieeinheit, die für die Herstellung von Ethanol aus Mais eingesetzt wird, 1,3 Einheiten zurück. Bei anderen Pflanzen (Zuckerrohr, Chinagras) ist die Effizienz besser.
Durch intensivere Landwirtschaft, höhere Erträge und eventuell gentechnisch veränderte Pflanzen könnte die Ethanolherstellung aus wirtschaftlicher Sicht rentabler werden. An speziellen Züchtungen und Genmanipulationen wird geforscht. Ein hoher Ölpreis lässt auch die Verwendung anderer Biomasse (z. B. Stroh) wirtschaftlich interessant werden.
Da der Bedarf an der limitierten Ressource Erdöl – auch durch die wirtschaftliche Entwicklung in China – weiter steigen wird, sind hohe Ölpreise zu erwarten. Politisches Ziel einiger Länder ist es, sich von Ölimporten weniger abhängig zu machen und einen Energiemix anzustreben. Da in Regionen wie den Vereinigten Staaten oder Europa nicht so viel Bioethanol produziert werden kann, wie für den Ersatz von Erdöl nötig wäre, könnte jedoch eine neue Abhängigkeit von Importen aus Ländern mit entsprechenden Anbau- und Produktionsmöglichkeiten entstehen.

### Potenzial
Die Potenziale der Bioenergien hängen vor allem von der Verfügbarkeit von Anbaufläche, auf denen Nachwachsende Rohstoffe (NawaRos) für die Energieerzeugung angebaut werden können, ab. Wichtig ist auch die Menge an landwirtschaftlichen, forstwirtschaftlichen und anderen organischen Reststoffen.
Nach einem Gutachten des Wissenschaftlichen Beirats der Bundesregierung Globale Umweltveränderungen (WBGU) beträgt das technische Potenzial unter Beachtung sehr weitreichender Naturschutzkriterien zwischen 30 und 120 Exajoule (EJ), was ungefähr 6 bis 25 Prozent des weltweiten Primärenergiebedarfs entspricht. Zusammen mit biogenen Reststoffen kann Bioenergie demnach 80 bis 170 EJ und damit 16 bis 35 Prozent des Weltenergiebedarfs bereitstellen. Aufgrund wirtschaftlicher und politischer Restriktionen sei eine Abschöpfung des Potenzials jedoch womöglich nur etwa zur Hälfte möglich (d. h. 8 bis 17,5 % des Weltenergiebedarfs).
Andere Studien berechnen weit höhere mögliche Potenziale bis zu 1440 EJ (das Dreifache des Weltenergiebedarfs), insbesondere aufgrund höherer Annahmen zur Ertragshöhe pro Flächeneinheit vor allem auf degradierten Böden, die im WBGU-Gutachten konservativ eingeschätzt wurden. Eine Studie im Auftrag der Agentur für Erneuerbare Energie kommt zu dem Ergebnis, dass bei Nutzung der Hälfte der weltweiten degradierten Flächen mehr als 40 Prozent des heutigen globalen Primärenergiebedarfs aus Energiepflanzen gedeckt werden kann. Zusammen mit biogenen Reststoffen kann demnach die Hälfte des gesamten Weltenergiebedarfs mithilfe von Bioenergie gedeckt werden, ohne dass Nutzungskonkurrenzen zu Naturschutz oder Nahrungsmittelversorgung entstehen müssten.
In Brasilien wurde 2005 auf 5,6 Millionen Hektar Zuckerrohr angepflanzt. Die Hälfte davon wurde zu 15 Millionen m³ Bioethanol verarbeitet. 2014 wurde auf 10,4 Millionen Hektar Zuckerrohr angebaut, wovon aus einem Drittel 24 Millionen m³ Bioethanol hergestellt wurden. Laut EMBRAPA gibt es ein Potenzial von 90 Millionen Hektar für die Bioethanolproduktion.